# 三星Galaxy J7+
三星Galaxy J7+是由韩国三星電子製造的一款後置雙鏡頭Android智慧型手機，於2017年9月23日於台灣上市，而香港及澳門以三星Galaxy C8名義於2017年10月6日上巿。原為三星Galaxy C8中國大陆特製版手機，這是三星電子少見採用聯發科方案的一款智慧型手機。三星Galaxy J7+ 運行基於Android 8.1 Oreo作業系統的Grace UX介面。這台智慧型手機搭載了聯發科 Helio P25 SoC，由8個ARM Cortex-A53 核心、Mali-T880MP2 GPU、4 GB的記憶體和32 GB儲存空間組成，最大可以擴充到256 GB的MicroSD記憶卡，支援4G+3G雙卡雙待，電池為不可拆卸式3000mAh。

## 技術規格
- 後置攝像頭：1300萬+500萬畫素雙鏡頭
- 前置攝像頭：1600萬像素
- 內存：4 GB RAM
- 存儲：32 GB
- 電池：3000 mAh
- 處理器：聯發科 Helio P25
- 操作系統：基於Android 8.1 Oreo系統的Grace UX 介面
- 重量：180克
- 螢幕：5.5英寸 1080p Full HD Super AMOLED